# Guido De Ruggiero
Guido De Ruggiero, né à Naples, le 23 mars 1888 et mort à Rome, le 29 décembre 1948, est un philosophe et homme politique italien.

## Biographie
Il est le fils d'Eugenio de Ruggiero et de son épouse Filomena née d'Aiello. Il est diplômé en droit en 1910 de l'université de Naples. Il s'intéresse particulièrement à la philosophie et collabore à des revues spécialisées, comme La Cultura, la Rivista di filosofia et La Critica de Benedetto Croce qui favorise la publication en 1912 de son premier travail d'engagement, La filosofia contemporanea. Il est un ami proche de Robin G. Collingwood.
Il collabore au Resto del Carlino de Mario Missiroli et à La Voce de Giuseppe Prezzolini. Il publie en 1914 en volumes la Critica del concetto di cultura, à laquelle Croce reproche l'absence de distinction entre culture et fausse culture. En philosophie, Ruggiero adopte une attitude idéaliste, sans adhérer ni à l'historicisme de Benedetto Croce, ni à l'actualisme de Giovanni Gentile, tandis qu'en politique il est national-libéral, tout en n'épargnant pas les critiques à l'endroit de la classe politique exprimées par le Parti libéral italien.
Ruggiero enseigne l'histoire de la philosophie auprès de l'université de Messine (dès 1923), puis auprès de l'université « La Sapienza » de Rome (dès 1925).
Ayant rejoint l'idéalisme avec Giovanni Gentile et Benedetto Croce, sa revendication avec ce dernier des valeurs du libéralisme en a fait un membre éminent de l'opposition au fascisme dans la sphère intellectuelle italienne. En novembre 1924, il adhère à l'Union nationale de Giovanni Amendola; en 1925, il figure parmi les signataires du Manifeste des intellectuels antifascistes, rédigé par Benedetto Croce. Cependant pour ne pas perdre sa chaire universitaire, il prête serment en 1931 de fidélité au fascisme; mais cela ne l'empêche pas d'être destitué en 1942 et d'être arrêté et emprisonné à Bari. Il est libéré à la chute du fascisme (juillet 1943).
Par la suite, il est nommé recteur de la Sapienza en 1943-1944. Son engagement politique se manifeste au sein du Parti d'action auquel il est un des premiers à adhérer. Il est nommé ministre de l'instruction publique dans le gouvernement Bonomi II (1944), puis député de l'Assemblée nationale (juin-septembre 1945).
Il est l'auteur entre autres d'une imposante Storia della filosofia en treize volumes publiée entre 1918 et 1948, et d'une Storia del liberalismo europeo publiée en 1925, les deux chez Laterza.
Il est président du Corps national des jeunes explorateurs italiens CNGEI).
Il meurt d'une attaque cardiaque à Rome, le 29 décembre 1948, et sa dépouille mortelle repose dans la chapelle familiale de Brusciano (province de Naples), berceau de la famille de Ruggiero. On peut encore lire sur sa tombe l'épitaphe écrite par Benedetto Croce:
« Dalla cattedra e con gli scritti indagò

nella storia del pensiero la potenza di libertà

costruttrice del mondo degli uomini, e, auspicando

in tempi oscuri il ritorno alla ragione,

fu alle nuove generazioni d'Italia

maestro ed apostolo di fede nell'umanità. »

## Œuvres
- Storia della filosofia. Parte I. La filosofia greca', voll. I-II, Bari, Laterza, 1918
- Storia della filosofia. Parte II. La filosofia del Cristianesimo, voll. I-II-III, Bari, Laterza, 1920
- Storia della filosofia. Parte III. Rinascimento, riforma e controriforma, voll. I-II, Bari, Laterza, 1930
- Storia della filosofia, Parte IV. La filosofia moderna., vol. I: L'età cartesiana, Bari, Laterza, 1933
- Storia della filosofia, Parte IV. La filosofia moderna., vol. II: L'età dell'Illuminismo, Bari, Laterza, 1939
- Storia della filosofia, Parte IV. La filosofia moderna., vol. III: Da Vico a Kant, Bari, Laterza, 1941
- Storia della filosofia, Parte IV. La filosofia moderna., vol. IV: L'età del Romanticismo, Bari, Laterza, 1943
- Storia della filosofia. Parte IV. La filosofia moderna, vol. V, Hegel, Bari, Laterza, 1947
- La filosofia contemporanea, Bari, Laterza, 1912
- Critica del concetto di cultura, Catania, Battiato, 1914
- La filosofia contemporanea, 2 voll., 2ª edizione, Bari, Laterza, 1920
- Il pensiero politico meridionale nel secolo XVIII e XIX, Bari, Laterza, 1921
- L'impero britannico dopo la guerra, Firenze, Vallecchi, 1921
- Storia del liberalismo europeo, Bari, Laterza, 1925
- La filosofia contemporanea, 2 voll., 3ª edizione, Bari, Laterza, 1929
- Filosofi del Novecento, Bari, Laterza, 1934
- L'esistenzialismo, Bari, Laterza, 1942
- Hegel, Bari, Laterza, 1958
- Scritti politici, 1912-1926, a cura di R. De Felice, Bologna, Cappelli, 1963
- Lezioni sulla libertà, a cura di F. Mancuso, Napoli, Guida Editore, 2007  (ISBN 978-88-6042-281-1)
- Carteggio Croce-De Ruggiero, a cura di A. Schinaia e N. Ruggiero, Bologna, Il Mulino, 2009  (ISBN 978-88-15-12860-7)
- Storia della filosofia greca, Padova, Primiceri Editore, 2020  (ISBN 978-88-3300-186-9)